# San Didero
San Didero là một đô thị ở tỉnh Torino trong vùng Piedmont, có vị trí cách khoảng 40 km về phía tây của Torino, nước Ý. Tại thời điểm ngày 31 tháng 12 năm 2004, đô thị này có dân số 500 người và diện tích là 3,3 km².
Đô thị San Didero có các frazioni (các đơn vị trực thuộc, chủ yếu là các làng) Volpi and Leitera.
San Didero giáp các đô thị: Condove, Bruzolo, San Giorio di Susa, Borgone Susa, và Villar Focchiardo.